# Карклиня, Надежда Александровна
Наде́жда Алекса́ндровна Ка́рклиня (Карклина, Карклиньш, латыш. Nadežda Kārkliņa, урождённая Тихонова; 25 февраля 1878, Тифлис — 26 мая 1943, Рига) — латвийская пианистка и музыкальный педагог.

## Биография
Окончила гимназию в Тифлисе и Санкт-Петербургскую консерваторию (1906) по классу фортепиано Софьи Малозёмовой.
В 1906—1919 годах преподавала фортепиано в классах Императорского Русского музыкального общества в Самаре (ныне Самарское музыкальное училище), в 1907 году вышла замуж за директора классов Екаба Карклиня, вместе с которым в 1920 году эмигрировала в Латвию. После развода в 1931 году сохранила фамилию мужа.
В первые годы в Латвии преподавала в частных школах, с 1927 году — в Латвийской консерватории, с 1938 года — профессор. В 1930-е годы считалась лучшим фортепианным педагогом страны. Среди её учеников — Вольфгангс Дарзиньш, Херманис Браунс, Николай Федоровский.
Похоронена на Покровском кладбище в Риге.

## Семья
Дочь Марина Карклиня (в дальнейшем Карклиня-Олава, латыш. Kārkliņa-Olava) родилась в Самаре в 1908 году, получила музыкальное образование как пианистка и вокалистка — сперва у своих родителей, потом в Латвийской консерватории (в том числе у Пауля Шуберта), затем в Париже у Сергея Тарновского и Изидора Филиппа (фортепиано), Анны Ян-Рубан и Любови Абрамовой (вокал). Успешно гастролировала в разных странах, исполняя латышские песни. Вышла замуж за политика Вилиса Олавса-младшего. После Второй мировой войны жила в Латинской Америке и США.